# My Ursae Majoris
μ Ursae Majoris (My Ursae Majoris, kurz μ UMa) ist ein Stern im Sternbild Großer Bär. Es handelt sich um einen Riesen der Spektralklasse M0 mit einer scheinbaren Helligkeit von 3,1 mag. Er ist ca. 230 Lichtjahre von der Sonne entfernt.
Der Stern trägt den historischen Eigennamen Tania Australis oder auch El Phekrah. Das Wort Tania bedeutet „der zweite (Sprung der Gazelle)“, Australis (lat.) steht für „südlich“. Etwas weiter nördlich befindet sich der ähnlich helle Stern Tania Borealis (λ UMa).
Die IAU hat am 20. Juli 2016 den historischen Eigennamen Tania Australis auch als standardisierten Eigennamen für diesen Stern festgelegt.